# Pleuretra africana
Pleuretra africana är en hjuldjursart som beskrevs av Murray 1911. Pleuretra africana ingår i släktet Pleuretra och familjen Philodinidae. Inga underarter finns listade i Catalogue of Life.